# Wialikija Niastanawiczy
Wialikija Niastanawiczy (biał. Вялікія Нястанавічы; ros. Великие Нестановичи, Wielikije Niestanowiczi) – wieś na Białorusi, w obwodzie mińskim, w rejonie łohojskim, w sielsowiecie Krajsk. W 2019 roku liczyła 49 mieszkańców.